# Candida lactis-condensi
Candida lactis-condensi är en svampart som först beskrevs av B.W. Hammer, och fick sitt nu gällande namn av S.A. Mey. & Yarrow 1978. Candida lactis-condensi ingår i släktet Candida, ordningen Saccharomycetales, klassen Saccharomycetes, divisionen sporsäcksvampar och riket svampar.   Inga underarter finns listade i Catalogue of Life.